# Trogosus
Trogosus is een geslacht van uitgestorven zoogdieren uit het Vroeg- tot Midden-Eoceen.

## Beschrijving
Dit 120 cm lange dier, dat veel gelijkenis vertoonde met een beer, had een hoekig lichaam met een korte kop, dat gedragen werd door sterke poten met platte voeten. Het gebit bestond uit grote beitelvormige snijtanden, die waren aangepast om te knagen.

## Leefwijze
Het voedsel van dit herbivore dier bestond uit wortels of wortelknollen. Dit was erg ruw plantenmateriaal, waardoor de maalkiezen erg vlug versleten waren, maar dit werd opgevangen door de constant doorgroeiende tanden, waarvan de voorzijde bedekt was met glazuur.

## Vondsten
Resten van dit dier werden gevonden in de Amerikaanse staten Colorado, Californië, Utah en Wyoming.